# Liste der Mitglieder der National Academy of Sciences/1976
Im Jahr 1976 wählte die National Academy of Sciences der Vereinigten Staaten 90 Personen zu ihren Mitgliedern.

## Neugewählte Mitglieder
- Robert H. Abeles (1926–2000)
- Robert K. Adair (1924–2020)
- Clarence Roderic Allen (1925–2021)
- Theodore W. Anderson (1918–2016)
- John N. Bahcall (1934–2005)
- Charles P. Bean (1923–1996)
- Ernest Beutler (1928–2008)
- Ludwig Biermann (1907–1986)
- Hubert M. Blalock, Jr. (1926–1991)
- John R. Borchert (1918–2001)
- Raj C. Bose (1901–1987)
- John I. Brauman (1937–2024)
- Warren L. Butler (1925–1984)
- A. G. W. Cameron (1925–2005)
- Julian D. Cole (1925–1999)
- Harold C. Conklin (1926–2016)
- Ernest D. Courant (1920–2020)
- C. Chapin Cutler (1914–2002)
- George K. Davis (1910–2004)
- Russell L. De Valois (1926–2003)
- Karl W. Deutsch (1912–1992)
- Zacharias Dische (1895–1988)
- John E. Dowling (* 1935)
- Leo Esaki (* 1925)
- Edward V. Evarts (1926–1985)
- Ugo Fano (1912–2001)
- Gary Felsenfeld (1929–2024)
- George M. Foster, Jr. (1913–2006)
- Charlotte Friend (1921–1987)
- Harold P. Furth (1930–2002)
- Stanley M. Garn (1922–2007)
- Walter Gilbert (* 1932)
- Harry Grundfest (1904–1983)
- Homer D. Hagstrum (1915–1994)
- Morris Hansen (1910–1990)
- William Harrington (1920–1992)
- Harry Harris (1919–1994)
- Philip M. Hauser (1909–1994)
- Wassily Hoeffding (1914–1991)
- David S. Hogness (1925–2019)
- Lars Hörmander (1931–2012)
- John R. Huizenga (1921–2014)
- Res Jost (1918–1990)
- Jerome Karle (1918–2013)
- Bernard Katz (1911–2003)
- Arthur Kelman (1918–2009)
- Hilary Koprowski (1916–2013)
- Saul Krugman (1911–1995)
- Alvin M. Liberman (1917–2000)
- M. James Lighthill (1924–1998)
- Martin Lindauer (1918–2008)
- Joaquin M. Luttinger (1923–1997)
- Bruce H. Mahan (1930–1982)
- Kenneth G. McKay (1917–2010)
- Brenda Milner (* 1918)
- Andrei S. Monin (1921–2007)
- Arno G. Motulsky (1923–2018)
- Peter C. Nowell (1928–2016)
- George A. Olah (1927–2017)
- Albert W. Overhauser (1925–2011)
- George E. Pake (1924–2004)
- Norman A. Phillips (1923–2019)
- George Polya (1887–1985)
- Hans Popper (1903–1988)
- John R. Preer, Jr. (1918–2016)
- Frank W. Putnam (1917–2006)
- Oscar D. Ratnoff (1916–2008)
- Gerardo Reichel-Dolmatoff (1912–1994)
- Julia Robinson (1919–1985)
- Stein Rokkan (1921–1979)
- Walter A. Rosenblith (1913–2002)
- John Ross (1926–2017)
- Francis H. Ruddle (1929–2013)
- Herbert E. Scarf (1930–2015)
- Robert T. Schimke (1932–2014)
- Gerhard Schmidt (1901–1981)
- Jacob T. Schwartz (1930–2009)
- Michael Sela (1924–2022)
- William Hamilton Sewell (1909–2001)
- Ralph O. Slatyer (1929–2012)
- Peter P. Sorokin (1931–2015)
- Franklin W. Stahl (* 1929)
- Richard C. Starr (1924–1998)
- Harry Suhl (1922–2020)
- Richard G. Swan (* 1933)
- David W. Talmage (1919–2014)
- Harold E. Umbarger (1921–1999)
- Seiya Uyeda (1929–2023)
- Richard N. Zare (* 1939)
- E-an Zen (1928–2014)